# Verderio Inferiore
Verderio Inferiore is een gemeente in de Italiaanse provincie Lecco (regio Lombardije) en telt 2532 inwoners (31-12-2004). De oppervlakte bedraagt 3,9 km², de bevolkingsdichtheid is 746 inwoners per km².

## Demografie
Verderio Inferiore telt ongeveer 967 huishoudens. Het aantal inwoners steeg in de periode 1991-2001 met 28,3% volgens cijfers uit de tienjaarlijkse volkstellingen van ISTAT.
| Jaar | Inwoneraantal |
| ---- | ------------- |
| 1991 | 1745          |
| 2001 | 2238          |

## Geografie
Verderio Inferiore grenst aan de volgende gemeenten: Aicurzio (MI), Bernareggio (MI), Cornate d'Adda (MI), Robbiate, Ronco Briantino (MI), Sulbiate (MI), Verderio Superiore.